# برونوين أير
برونوين أير هي كاتبة العمود كندية، ولدت في 13 مارس 1971 في ساسكاتون في كندا.